# Faucompierre
Faucompierre là một xã, nằm ở tỉnh Vosges trong vùng Grand Est của Pháp. Xã này có diện tích kilômét vuông, dân số năm 1999 là người. Xã này nằm ở khu vực có độ cao trung bình m trên mực nước biển.
Dân địa phương tiếng Pháp gọi là Falconois.

## Biến động dân số
| v. 1882                                      | 1962 | 1968 | 1975 | 1982 | 1990 | 1999 |
| -------------------------------------------- | ---- | ---- | ---- | ---- | ---- | ---- |
| 177                                          | 121  | 123  | 134  | 197  | 206  | 224  |
| Số liệu từ năm 1962: Dân số không tính trùng |      |      |      |      |      |      |